# La malul mării la Palavas
La malul mării la Palavas este un tablou pictat în ulei pe pânză, realizat în 1854 de pictorul francez Gustave Courbet și reprezintă plaja din Palavas-les-Flots. Pictura a fost comandată de Alfred Bruyas în timpul primului sejur al lui Courbet la Montpellier. Courbet era originar din Franche-Comté, astfel că peisajele din Languedoc și de pe malul Mediteranei au fost o revelație. De asemenea, lucrarea a fost parțial inspirată de Călugărul de lângă mare de Caspar David Friedrich. În prezent, lucrarea se află la Muzeul Fabre din Montpellier.